# Adolf Hilmar von Leipziger
Adolf Hilmar von Leipziger (ur. 2 lutego 1825 w Bitterfeld, zm. 23 kwietnia 1891 w Gdańsku) – pruski polityk.
W latach 1854–1864 landrat w Oschersleben (Bode). 1864–1867 prezydent policji w Królewcu. W latach 1869–1872 był prezydentem rejencji Hanower, a później do 1878 roku prezydentem rejencji Akwizgran. W 1878 obejmuje stanowisko nadprezydenta prowincji Hanower, na którym pozostał do 1888 roku, kiedy to został nadprezydentem prowincji Prusy Zachodnie i jednocześnie wiceprezesem pruskiej Komisji Kolonizacyjnej.